# Anne de Bourbon
Anne de Bourbon (* um 1380; † 1408 in Paris) aus dem Hause Bourbon war die erste Ehefrau Herzog Ludwigs VII. von Bayern-Ingolstadt und die Mutter seines gleichnamigen Sohnes.
Anne wurde um 1380 als älteste Tochter des Grafen Jean de Bourbon von der Marche und seiner Ehefrau Catherine de Vendôme geboren. Christine de Pizan zählte sie im Livre de la Cité des Dames zu den neun vorbildlichsten Frauen Frankreichs. In einer am 15. November 1390 in Mouzeux beurkundeten testamentarischen Verfügung über die nach ihrem Tod vorzunehmende Verteilung ihres Erbes unter ihre Kinder bedachten Jean de Bourbon und seine Gattin ihre Tochter Anne mit den Gütern Cailly, Guidebeuf, Boisnormand und all ihren weiteren Besitzungen in der Normandie sowie einer Geldsumme von 10.000 Francs.
Annes jüngere Schwester Charlotte heiratete später König Janus von Zypern. Anne selbst vermählte sich im Alter von etwa erst zehn Jahren 1390 mit Jean de Berry, dem Grafen von Montpensier und Sohn des Herzogs von Berry. Ab Juni 1391 erscheint sie als Jeans Frau in den königlichen Rechnungen. Die Ehe blieb kinderlos, und ihr erster Gemahl starb im November 1396. Nach dessen Tod rief die französische Königin Isabeau, die Schwester Herzog Ludwigs von Bayern-Ingolstadt, Anne und Charlotte zu sich an den Hof. Am 1. Oktober 1402 heiratete Anne den späteren Herzog Ludwig VII. von Bayern-Ingolstadt, den Bruder der Königin, im Hôtel Saint-Pol in Paris. Ihre Mitgift betrug stolze 130.000 Francs, zudem wurde die Jahrespension ihres Ehemanns von 5.000 auf 12.000 Francs erhöht.
Mit ihrem ersten Schwiegervater pflegte Anne weiterhin ein gutes Verhältnis und schenkte ihm nach Inventarrechnungen u. a. 1403 einen silbernen Salzstreuer. Ludwig reiste zu Beginn des Jahres 1403 ohne sie nach Bayern und kam erst nach der Geburt seines Sohnes, der wie er selbst Ludwig hieß, wieder nach Paris. Der kleine Ludwig war verkrüppelt und wurde später Ludwig der Bucklige genannt, sein jüngerer Bruder Jean, der wohl 1405 oder 1406 geboren wurde, starb früh. Herzog Ludwig, der Mitglied des Kronrats war, gewann nach der Ermordung des Herzogs von Orléans im Spätherbst 1407 an politischer Bedeutung und übernahm 1408 auch die Leitung der Hofhaltung des Dauphins. Anne starb noch 1408 im Alter von 28 Jahren und wurde im Pariser Jakobinerkloster bestattet. Ihr Ehemann heiratete 1413 ihre entfernte Verwandte Catherine d’Alençon, die er 1415 bei seiner Rückkehr nach Bayern allein in Frankreich zurückließ.
Die zunächst geplante Überführung der sterblichen Überreste Annes und ihres Sohnes Jean nach Ingolstadt fand nicht statt, nur ihr Herz befindet sich im Ingolstädter Liebfrauenmünster.